# Eriothrix
Eriothrix – rodzaj muchówek z rodziny rączycowatych (Tachinidae).

## Wybrane gatunki
- Eriothrix accolus Kolomiets, 1967
- Eriothrix apennina (Róndani, 1862)
- Eriothrix argyreatus (Meigen, 1824)
- Eriothrix furva Kolomiets, 1967
- Eriothrix inflatus Kolomiets, 1967
- Eriothrix micronyx Stein, 1924
- Eriothrix monticola (Egger, 1856)
- Eriothrix nasuta Kolomiets, 1967
- Eriothrix nitida Kolomiets, 1967
- Eriothrix penitalis (Coquillett, 1897)
- Eriothrix prolixa (Meigen, 1824)
- Eriothrix rohdendorfi Kolomiets, 1967
- Eriothrix rufomaculata (De Geer, 1776)
- Eriothrix umbrinervis Mesnil, 1957